# Золочівський деканат РКЦ
Золочівський деканат РКЦ — одна з 12-ти адміністративно-територіальних одиниць Львівської архідієцезії Римо-Католицької Церкви в Україні із центром у Золочеві. Деканат утворено 1998 року. Назва — від міста Золочів.

## Парафії
- Бібрка
- Броди
- Буськ
- Глиняни
- Глібовичі
- Дунаїв
- Єлиховичі
- Золочів
- Корсів
- Куровичі
- Лопатин
- Митулин
- Новосілки
- Олесько
- Паликорови
- Перемишляни
- Підкамінь
- Плетеничі
- Погорільці
- Поморяни
- Сасів
- Стоянів
- Червоне